# هنادی لیسنچوک
هنادی لیسنچوک (اوکراینی: Геннадій Анатолійович Лисенчук؛ زادهٔ ۱۸ دسامبر ۱۹۴۷) بازیکن فوتبال اهل اتحاد جماهیر شوروی سوسیالیستی است.
از باشگاه‌هایی که در آن بازی کرده‌است می‌توان به باشگاه فوتبال متالورگ زاپروژیا و باشگاه فوتبال فورسکلا پولتاوا اشاره کرد.
وی همچنین در تیم ملی فوتبال Russian SFSR بازی کرده‌است.